# Fuertescusa (kommunhuvudort)
Fuertescusa är en kommunhuvudort i Spanien.   Den ligger i provinsen Provincia de Cuenca och regionen Kastilien-La Mancha, i den centrala delen av landet, 130 km öster om huvudstaden Madrid. Fuertescusa ligger 987 meter över havet och antalet invånare är 126.
Terrängen runt Fuertescusa är huvudsakligen kuperad. Fuertescusa ligger nere i en dal.  Trakten runt Fuertescusa är nära nog obefolkad, med mindre än två invånare per kvadratkilometer. Närmaste större samhälle är Cañizares, 5,0 km norr om Fuertescusa. 